# György Korsós
György Korsós (Győr, 22 agosto 1976) è un ex calciatore ungherese, di ruolo difensore o centrocampista.

## Caratteristiche tecniche
Difensore centrale, poteva essere schierato anche da terzino destro, mediano o interno di centrocampo.

## Carriera

### Club
Cresciuto nelle giovanili del Gyori ETO, dopo aver iniziato la carriera in patria, nel 2000 arriva in Austria, acquistato dallo Sturm Graz in cambio dell'equivalente di 400000 €. Nell'estate del 2004 è tesserato dal Rapid Vienna, con il quale vince il campionato austriaco alla sua prima stagione. Nel 2006 tenta l'avventura in Grecia, firmando con lo Skoda Xanthi, ma dopo una sola stagione resta svincolato per l'intera annata 2007-2008. Torna in Austria, accordandosi con l'Austria Vienna: Korsós gioca l'intera stagione 2008-2009 con la squadra riserve. Tra l'estate del 2009 e il gennaio 2010 resta nuovamente senza squadra. Nel gennaio del 2010 firma con un club di quarta divisione austriaca. In seguito veste anche la maglia del Wimpassing, prima di tornare in Ungheria nel 2013, dove chiude la carriera.
Vanta più di 400 presenze e più di 40 gol in tutte le competizioni, tra cui 43 match e 1 gol nelle competizioni UEFA per club (30 in UEFA Champions League, 11 in Coppa UEFA e 2 in Coppa Intertoto).

### Nazionale
Debutta in Nazionale il 27 maggio 1998 contro la Lituania (1-0). È convocato costantemente fino al 2001, quando esce nel giro della Nazionale. Torna a giocare per l'Ungheria nel 2005, sotto la guida del tedesco Lothar Matthäus. Totalizza 33 presenze e 1 gol con la maglia della Nazionale ungherese.

## Palmarès

### Club

#### Competizioni nazionali
- Campionato austriaco: 1

Rapid Vienna: 2004-2005